# 紀元前95年
紀元前95年（きげんぜん95ねん）は、ローマ暦の年である。

## 他の紀年法
- 干支 : 丙戌
- 日本
  - 崇神天皇3年
  - 皇紀566年
- 中国
  - 前漢 : 太始2年
- 朝鮮
  - 檀紀2239年
- 仏滅紀元 : 450年
- ユダヤ暦 : 3666年 - 3667年

## できごと

### ローマ
- 執政官 - ルキウス・リキニウス・クラッススとクィントゥス・ムキウス・スカエウォラ

### ギリシア
- セレウコス6世の後を受けて、フィリッポス1世とアンティオコス11世が共同統治を始めた。

### アイルランド
- アーマー近郊で“40メートルの構造体”（Forty metre structure）が作られ、壊された。おそらく儀式的な目的だったと考えられている。

### アナトリア
- ティグラネス2世がアルメニア王となった。

## 誕生
- マルクス・ポルキウス・カト・ウティケンシス、ローマの政治家（+ 紀元前46年）